# Алкаколь (Костанайская область)
Алкаколь (каз. Алқакөл — «круглое озеро») — озеро в Мендыкаринском районе Костанайской области Казахстана. Находится в 5 км к северо-западу от села Красная Пресня. Подвержено зарастанию.
По данным топографической съёмки 1958 года, площадь поверхности озера составляет 1,16 км². Наибольшая длина озера — 1,7 км, наибольшая ширина — 1 км. Длина береговой линии составляет 4,4 км, развитие береговой линии — 1,14. Озеро расположено на высоте 91 м над уровнем моря.